# 埃姆斯河畔林根
埃姆斯河畔林根（德語：Lingen (Ems)），简称林根（德語：Lingen，發音：[ˈlɪŋən] ⓘ），是德国下萨克森州埃姆斯兰县的城市，面积176.19平方千米，2023年12月31日人口为57,075人。

## 友好城市
林根与以下城市结为友好城市：
- 波蘭 別拉瓦
- 英格兰 特倫特河畔伯頓
- 法國 埃尔伯夫
- 德国 马林贝格
- 西班牙 萨尔特
- 乌克兰 拉尼夫齊